# Thomas Tew

De vlag van Thomas Tew

Thomas Tew ook bekend als The Rhode Island Pirate (fl. 1692-1695) was als piraat actief in de zeventiende eeuw. Hij leefde in Newport, Rhode Island. In 1692 verhuisde hij naar Bermuda.
Tew zou volgens een theorie geboren zijn in Maidford (Northampshire) voordat hij als kind naar de nieuwe koloniën vertrok. Tew kaapte schepen op de Indische Oceaan, maar vooral op de Rode Zee. Hierbij waren schepen van het Mogolrijk.
Van Tew wordt gezegd dat hij samen met een priester en een Franse kaperkapitein (Mission) het staatje Libertalia heeft gesticht om piraten te beschermen tegen achtervolgers.
Tew was bevriend met gouverneur Ben Fletcher van New York.
Willem III van Oranje-Nassau wees kapitein William Kidd aan om Tew op te sporen en gevangen te nemen. Maar in 1695 werd Tew neergeschoten en gedood tijdens een gevecht met de galei Fateh Muhammed, zodat kapitein Kidd hem niet meer kon inrekenen.

## Thomas White
In die periode kwam de naam Thomas White ook veelvuldig voor in journaals, volgens sommigen zou Tew en White dezelfde persoon zijn geweest. Dit zou betekenen dat Tew het kogelschot toch overleefd zou hebben. Thomas White zou uiteindelijk op Réunion in 1719 overleden zijn.
In St. Augustine, in de Amerikaanse staat Florida, staat in het St. Augustine Pirate & Treasure Museum de enige erkende piratenschat van Thomas Tew.
citaat: Tew deed op het punt van galantheid voor niemand onder — kapitein Charles Johnson.